# Amsacta lactinea
Aloa laetata là một loài bướm đêm thuộc phân họ Arctiinae, họ Erebidae.